# Bramble: The Mountain King
Bramble: The Mountain King es un videojuego de acción y aventura desarrollado por Dimfrost Studio y publicado por Merge Games en 2023. Los jugadores controlan a un niño que intenta rescatar a su hermana secuestrada de criaturas mitológicas.

## Jugabilidad
Un niño llamado Olle descubre que su hermana ha desaparecido y sale a buscarla. Bramble: The Mountain King es un juego de aventuras basado en la mitología nórdica. Se juega desde una perspectiva de tercera persona y tiene elementos de juego de terror. Olle debe atravesar lugares comunes a los cuentos de hadas. Viajar es generalmente lineal y, para continuar, los jugadores ocasionalmente deben resolver acertijos o saltar entre plataformas, como en los juegos de plataformas. También hay secuencias de acción ocasionales en las que los jugadores deben enfrentarse a monstruos aterradores en boss fight.

## Desarrollo
El desarrollador, Dimfrost, tiene su sede en Suecia.  La primera idea de Dimfrost tenía que ver con los vikingos, pero la consideraron exagerada y optaron por centrarse en la mitología sueca.  La historia proviene de fábulas con moraleja para niños, y el diseño del monstruo fue inspirado por John Bauer. Los desarrolladores no querían que los jugadores vieran el juego solo como un juego de terror; además de la atmósfera sombría, también querían enfatizar los hermosos elementos y el crecimiento de Olle como personaje. Merge Games lo lanzó para Windows, Xbox Series X/S, PlayStation 5 y Nintendo Switch el 27 de abril de 2023.

## Recepción
Bramble: The Mountain King recibió críticas positivas en Metacritic. Aunque PC Gamer elogió mucho la atmósfera del juego y dijo que tenía el potencial de ser un "clásico instantáneo", criticaron lo que sentían que era un "diseño de rompecabezas arcaico" por arruinar la experiencia. Shacknews lo llamó "tan hermoso como horrible" y lo recomendó a los fanáticos de los juegos de terror. Nintendo Life no recomendó la versión de Switch debido a problemas de rendimiento durante su revisión, pero informaron que un próximo parche prometía solucionar este problema. Mientras tanto, recomendaron jugar el juego en sistemas más potentes. GamesRadar dijo que tiene suficiente jump scares y gore para satisfacer a los fanáticos del terror, pero también hay "muchas maravillas por encontrar".